# Umberto Caldora
Umberto Caldora (Castrovillari, 19 agosto 1924 – Arcavacata, 6 novembre 1975) è stato uno storico italiano.

## Biografia
Umberto Caldora è nato a Castrovillari (in provincia di Cosenza) nel 1924 da Biagio Caldora e da Idea Uva. Dopo gli studi universitari e la laurea in lettere e dopo un breve periodo di insegnamento nelle scuole secondarie, cominciò a collaborare col mondo universitario e a portare avanti i suoi studi di storia moderna; sin dagli anni Cinquanta, tali studi erano prettamente incentrati sulla storia moderna del Regno di Napoli e, dopo un periodo di lavoro come assistente volontario della cattedra di storia moderna, nel 1967 divenne docente della stessa cattedra presso l'Università di Napoli.
Negli anni degli studi universitari era vicino al Partito d'Azione. In seguito fu membro della Commissione scuola del Partito socialista italiano, spingendo per l'istituzione dell'Università della Calabria; morì ad Arcavacata poco dopo la nomina a docente ordinario di storia moderna presso la neonata Università della Calabria. La biblioteca civica di Castrovillari nonché un viale della stessa città portano il suo nome.

## Opere
- L'introduzione della stampa in Calabria, 1956.
- La Battaglia di Maida, 4 luglio 1806 ... Con prefazione del ... prof. Piero Pieri ..., Historica, 1957.
- Pasquale Baffi, Istituto Grafico Tiberino, 1959.
- Guida alla mostra della stampa periodica napoletana dal 1799 al 1860, Istituto della stampa, 1960.
- La Statistica murattiana del Regno di Napoli - Le relazioni sulla Calabria, Università, 1960.
- Campotenese, 1806, Tipografia Barbieri, 1960.
- Calabria napoleonica 1806-1815, F. Fiorentino, 1960.
- La Cassa di Risparmio di Calabria e di Lucania. Primo centenario 1861-1961, Roma, Tipografia San Giuseppe, 1961.
- Diario di Ferdinando IV di Borbone, 1796-1799, Edizioni Scientifiche Italiane, 1965.
- Catalogo della mostra dei codici greci, F. Fiorentino, 1969.
- Fra patrioti e briganti, Adriatica, 1970.
- La Calabria nel 1811. Le relazioni della statistica murattiana, Centro Editoriale e Librario, 1995, ISBN 978-8886067232.
- Scritti storici - Castrovillari tra Settecento e Ottocento - Francesi in Calabria - Da Sibari al Pollino, Ed. Il Coscile, 2001.
- Ferdinando IV di Borbone. Diario segreto 1796-1799, 2014, ISBN 978-8874581214.

### Pubblicazioni
- Per la storia della spedizione sanfedista del Ruffo (1799), in Calabria nobilissima, XIX, 1965.
- Vittorio Cappelli (a cura di), Giovanni Donadio di Mormanno, esponente del Rinascimento del Mezzogiorno (1955), in Scritti storici, Castrovillari, Il Coscile, 2001.